# Vilém Velecký
Vilém Velecký (22. ledna 1962 Uherské Hradiště – 25. března 2015 Těšov) byl český akademický malíř.

## Život
Vystudoval obor sochařství na Střední uměleckoprůmyslové škole v Uherském Hradišti. Chtěl v sochařině pokračovat na Akademii výtvarných umění v Praze, ale tam byl přijat, až když se hlásil na obor malby. Stal se z něj tedy malíř, tak jako ze všech jeho tří bratranců Zálešákových – Ladislava, Martina a Robina.
Jeho tvorba se vyvíjela přes období abstraktních maleb ke konkrétní formě a po osudovém zážitku přibíjení křížku s Ježíšem na zeď se začal věnovat takřka výhradně biblickým motivům. Jeho tvorba měla úspěch u široké veřejnosti, a ačkoli nechtěl dělat nic pro svou propagaci, konala se alespoň jednou ročně různě v republice výstava jeho děl.
Maloval velkoformátová plátna pomocí uhlu a olejové barvy, někdy užíval i spreje. Jeho odkaz zůstává otevřený dalšímu bádání a kunsthistorickému zařazení. Jeho dílo spravuje rodina Zálešákových.

## Galerie

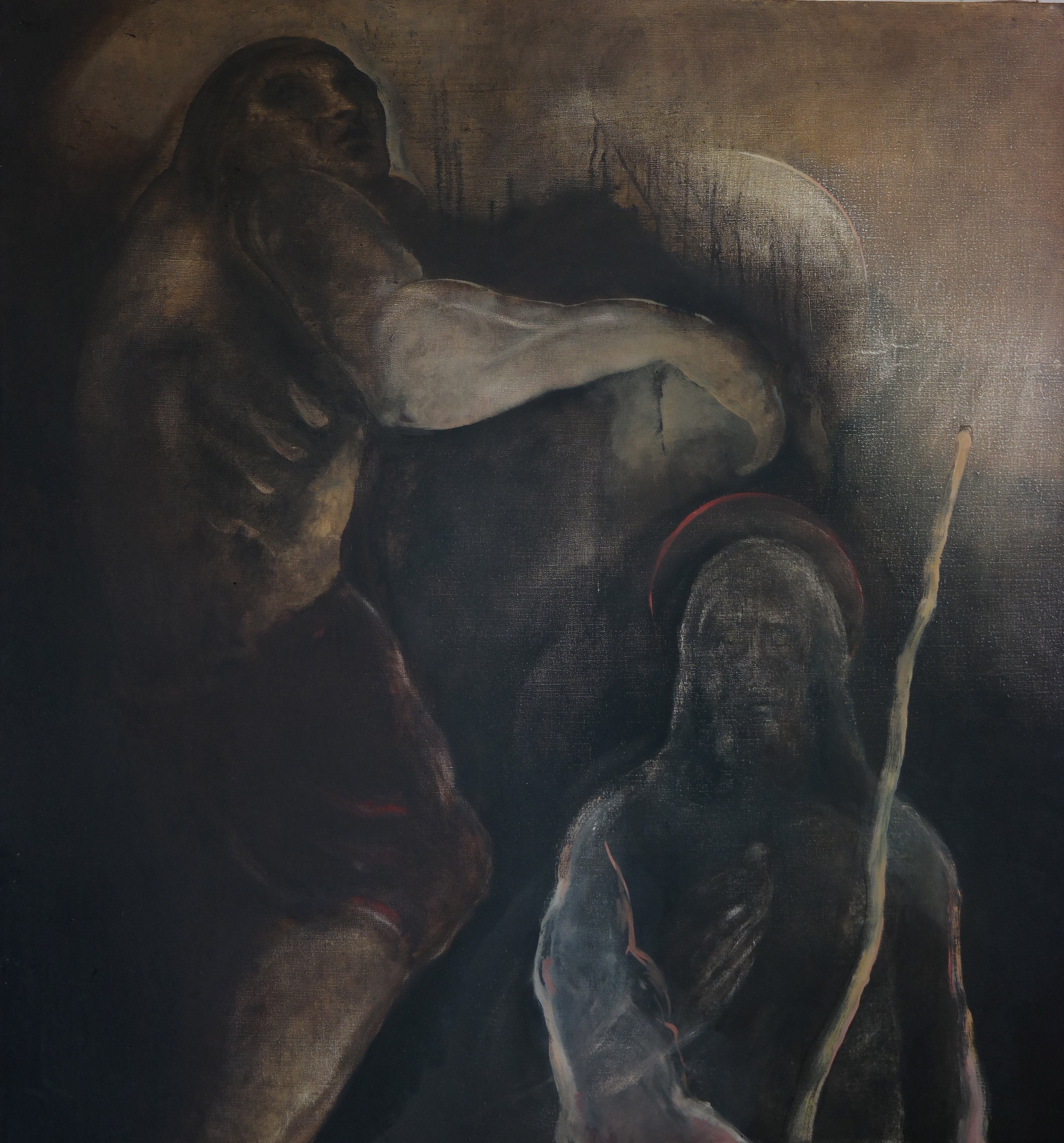
Vilém Velecký: Kristův křest, 145 x 156 cm, olejomalba a uhel
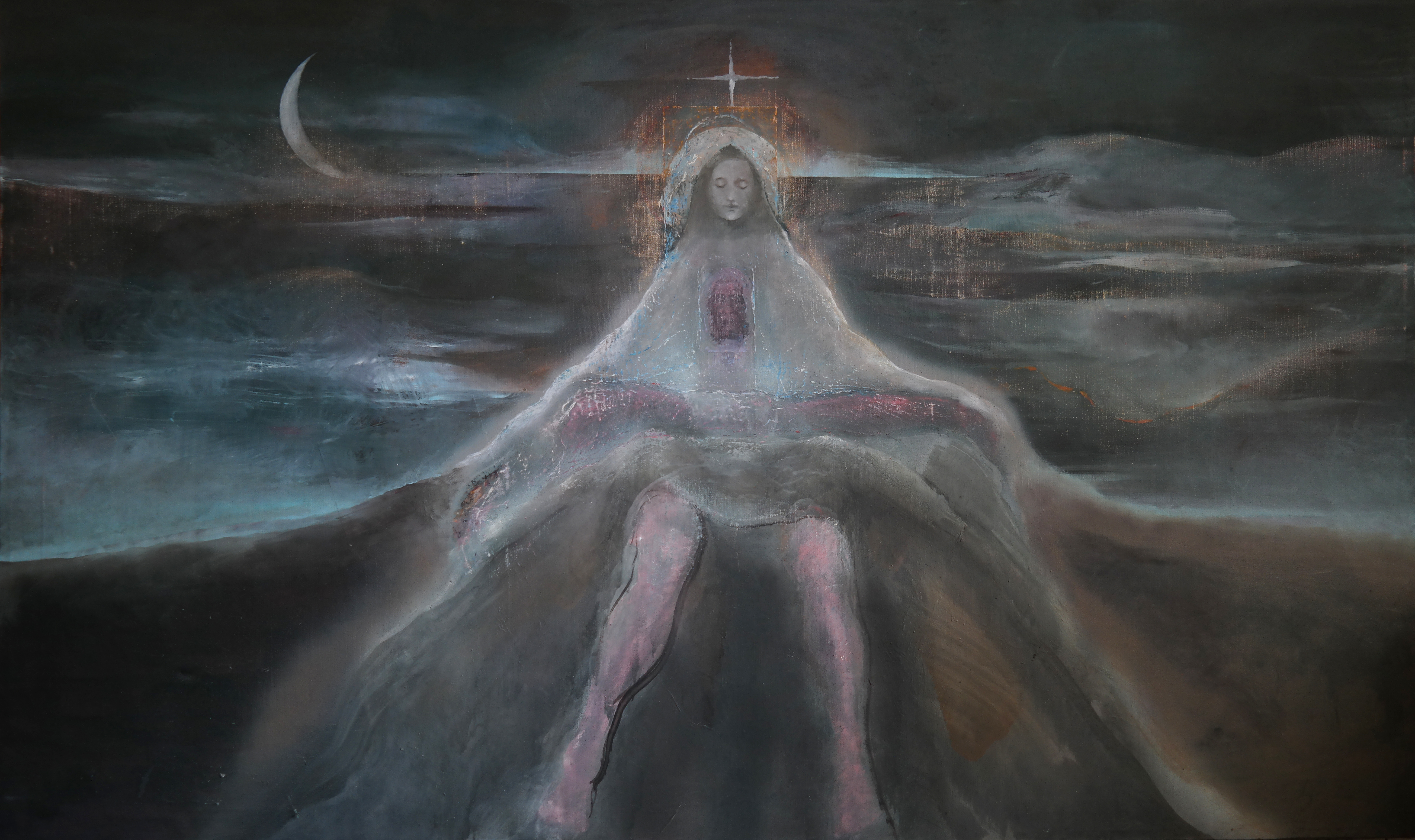
Vilém Velecký: Pieta, 150 x249 cm
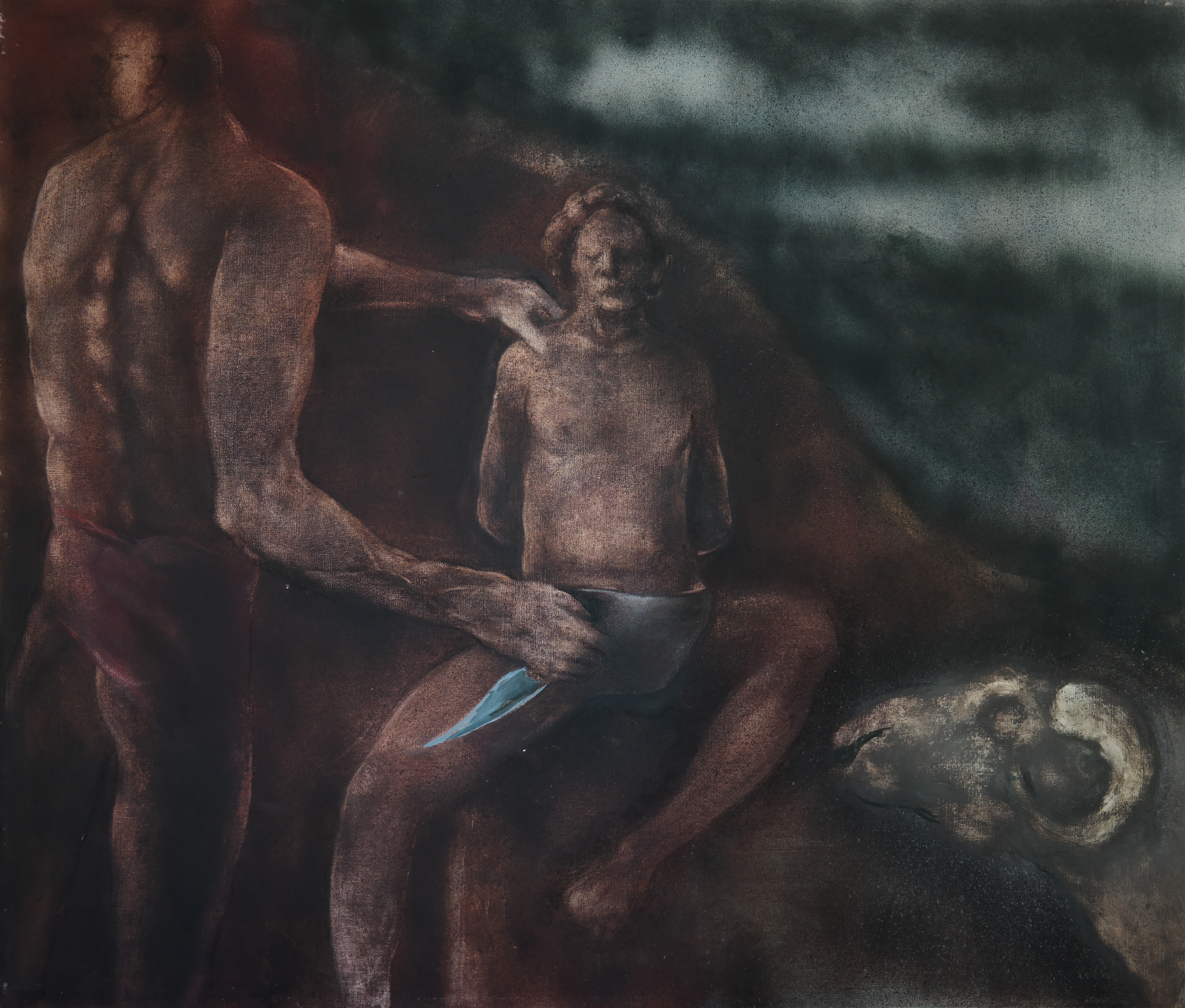
Vilém Velecký: Abrahám a Izák, 70 x 145 cm, olejomalba a uhel